# Лассе-Майя
Ларс Мули́н (швед. Lars Molin; 1785, Юпдален — 1845, Арбуга) — шведский грабитель, авантюрист и автор мемуаров.

## Биография
Ларс Ларссон родился в 1785 году в деревушке Юпдален Рамсбергского прихода Вестманландского лена. Отец его был портным и торпарем, а мать происходила из зажиточного бергсманского рода. В родных местах Ларс был известен своим балагурством, нежеланием работать в шахтах и вороватостью. В 17 лет его наказали кнутом перед церковью, после чего он попросил у прихожан прощения и обещал исправиться.
В 1804 году он впервые появился в Стокгольме, где поселился у своей новой подружки Лизетт на улице Скоттгренд, пользовавшейся дурной славой. Однажды он переоделся в платье Лизетт и отправился вместе с ней в город, где они встретили подвыпившего капитана, искавшего проститутку. Они пошли вместе с ним на корабль, где пьяный моряк уснул, и был ограблен двумя «преступницами». Впоследствии Ларс часто пользовался трюком с переодеванием в женское платье, благодаря чему и был прозван Лассе-Майя.

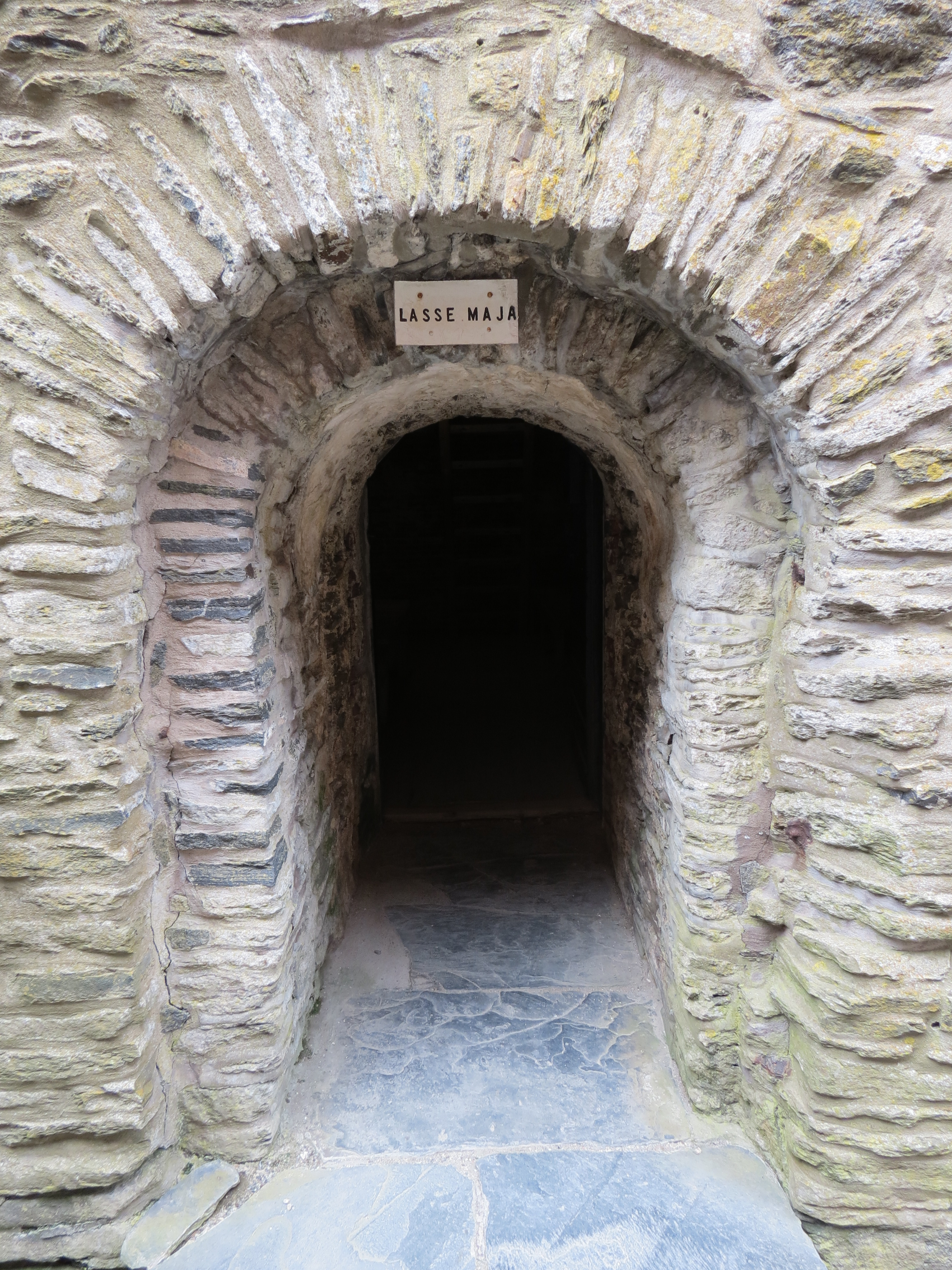
Камера Лассе-Майи в Карлстенской крепости

Он несколько раз попадал в руки правосудия и дважды был осуждён: в 1802 и 1806 годах. В 1808 году его осудили на пожизненное заключение, однако ему удалось бежать. С 1809 года он начал называть себя Мулином. В феврале 1812 года Лассе-Майя совершил ограбление Йерфелльской церкви, в результате чего в 1813 году был вновь осуждён на пожизненное заключение и получил сорок ударов плетью. Наказание он должен был отбывать в Карлстенской крепости, расположенной рядом с Марстрандом, который в то время превратился в курортный город. Отдыхающие иногда поднимались к крепости, чтобы взглянуть на заключённых. Те продавали им мелкие поделки и рассказывали о своём прошлом. Благодаря его таланту рассказчика, имя Лассе-Майи вскоре стало известно по всей стране. В гётеборгских газетах можно было найти объявления о пароходах, отправляющихся в Марстранд, чтобы послушать историю знаменитого вора. В 1835 году его рассказ выслушал даже будущий король Оскар I, путешествовавший на яхте.
Впоследствии книготорговец и литератор из Уддеваллы Захариас Теодор Бьёрк помог Лассе-Майи написать мемуары, которые были изданы в 1833 году.
В 1839 году король Карл XIV Юхан помиловал Лассе-Майю. Умер он в 1845 году в Арбуге.
Его воспоминания переиздавалась сорок раз, но чаще всего в сокращённом виде. Наибольший успех имело издание 1840 года, вышедшее под названием «Бесштанный авантюрист» (Den byxlöse Äfventyraren). В 1941 году в Швеции был снят фильм «Лассе-Майя», посвящённый приключениям этого знаменитого грабителя.

## Память
Многие шведские кафе, рестораны и гостиницы носят имя Лассе-Майи.
Возле Рамсбергской церкви в родных местах Лассе-Майи установлен памятный камень с надписью «в Рамсберге его колыбель, в Арбуге — могила, в судебных протоколах — память».
Название детского телесериала  Детективное агентство «Лассе и Майя» отсылает Ларсу Ларссону.